# Bob Saget
Robert Lane "Bob" Saget (n. 17 mai 1956, Pennsylvania, SUA – d. 9 ianuarie 2022, Orlando, Florida, SUA) a fost un actor și comedian american.